# Łamacz głowy
Łamacz głowy – dwumiesięcznik komiksowy The Walt Disney Company wydawany od listopada 1993 roku do października 1995. Na jego łamach publikowano komiksy do własnego pokolorowania, zagadki, krzyżówki oraz krótkie historyjki, do których czytelnik samodzielnie wpisywał tekst. Ukazało się 13 numerów pisma.